# Copa América 1953
Copa América 1953 – dwudzieste drugie mistrzostwa kontynentu południowoamerykańskiego, odbyły się w dniach 22 lutego – 1 kwietnia 1953 roku, po raz czwarty w Peru. Reprezentacje: Argentyny i Kolumbii zrezygnowały, turniej początkowo miał odbyć się w Paragwaju. Zwyciężył Paragwaj, a Brazylia musiała zadowolić się drugim miejscem. Francisco Molina (Chile) z siedmioma zdobytymi bramkami został królem strzelców. Wszystkie mecze odbyły się na stadionie Estadio Nacional w Limie.

## Uczestnicy

### Boliwia
| Zawodnik             | Klub                   |
| -------------------- | ---------------------- |
| Ricardo Alcón        | ?                      |
| Víctor Brown         | Litoral La Paz         |
| José Bustamante      | Litoral La Paz         |
| René Cabrera         | Club Jorge Wilstermann |
| Delfín Díaz          | ?                      |
| Eduardo González     | ?                      |
| Benigno Gutiérrez    | Litoral La Paz         |
| Eduardo Gutiérrez    | CD Ingavi              |
| Hilarion López       | ?                      |
| Mario Mena           | ?                      |
| Arutro Miranda       | ?                      |
| Javier Palazuelos    | ?                      |
| Máximo Ramírez       | ?                      |
| Raúl Reinoso         | ?                      |
| Ricardo Sánchez      | ?                      |
| Ramón Santos         | ?                      |
| Víctor Ugarte        | Club Bolívar           |
| Antonio Valencia     | Club Bolívar           |
| Edgar Vargas         | ?                      |
| Trener: César Vicino |                        |

### Brazylia
| Zawodnik                     | Klub                 |
| ---------------------------- | -------------------- |
| Ademir Marques de Menezes    | C.R. Vasco da Gama   |
| Alfredo dos Santos           | São Paulo FC         |
| Baltazar – Oswaldo da Silva  | Corinthians Paulista |
| Moacir Barbosa               | C.R. Vasco da Gama   |
| José Carlos Bauer            | São Paulo FC         |
| Brandãozinho – Antenor Lucas | Portuguesa São Paulo |
| Carlos Castilho              | Fluminense F.C.      |
| Cláudio Cristóvão Pinho      | Corinthians Paulista |
| Danilo Alvim                 | C.R. Vasco da Gama   |
| Didí – Waldyr Pereira        | Fluminense F.C.      |
| Djalma Santos                | Portuguesa São Paulo |
| Ely do Amparo                | C.R. Vasco da Gama   |
| Gilmar dos Santos Neves      | Corinthians Paulista |
| Haroldo Rodrigues Magalhães  | C.R. Vasco da Gama   |
| Ipojucan Lins de Araujo      | C.R. Vasco da Gama   |
| Julinho – Júlio Botelho      | Portuguesa São Paulo |
| Nilton Reis dos Santos       | Botafogo F.R.        |
| Alfredo Eduardo Noronha      | São Paulo FC         |
| Pinga – José Lázaro Robles   | Portuguesa São Paulo |
| João Carlos Batista Pinheiro | Fluminense F.C.      |
| Francisco Rodrigues          | SE Palmeiras         |
| Zizinho – Thomaz Soares      | Bangu AC             |
| Trener: Aymoré Moreira       |                      |

### Chile
| Zawodnik                   | Klub                    |
| -------------------------- | ----------------------- |
| Manuel Alvarez             | CD Universidad Católica |
| Augusto Arenas             | Everton Viña del Mar    |
| Valentin Beperet           | Unión Española          |
| Oscar Carrasco             | Audax Italiano          |
| Ramiro Cortés              | Audax Italiano          |
| Atilio Cremaschi           | CSD Colo-Colo           |
| Guillermo Díaz Carmona     | Santiago Morning        |
| Arturo Farías              | CSD Colo-Colo           |
| Enrique Hormazábal         | Santiago Morning        |
| Fernando Hurtado           | Everton Viña del Mar    |
| Sergio Roberto Livingstone | CD Universidad Católica |
| René Meléndez              | Everton Viña del Mar    |
| Francisco Molina           | CD Universidad Católica |
| Alfredo Olivos             | Audax Italiano          |
| Carlos Rodolfo Rojas       | CD Palestino            |
| Fernando Roldán            | CD Universidad Católica |
| Osvaldo Sáez               | CSD Colo-Colo           |
| Carlos Tello               | Audax Italiano          |
| Trener: Luis Tirado        |                         |

### Ekwador
| Zawodnik                 | Klub |
| ------------------------ | ---- |
| Víctor Arteaga           | ?    |
| José Vicente Balseca     | ?    |
| Alfredo Bonnard          | ?    |
| Sigifredo Chuchuca       | ?    |
| Raúl Pío De La Torre     | ?    |
| Jorge Delgado            | ?    |
| Jorge Enríquez           | ?    |
| Enrique Flores           | ?    |
| Eduardo Guzmán           | ?    |
| Jorge Henríquez          | ?    |
| Jorge Izaguirre          | ?    |
| Mario Lovato             | ?    |
| Rafael Maldonado         | ?    |
| Luis Marañón             | ?    |
| Heráclides Marín         | ?    |
| Daniel Pinto             | ?    |
| Ricardo Riveros          | ?    |
| Pablo Salazar            | ?    |
| Carlos Sánchez           | ?    |
| Galo Solís               | ?    |
| César Solórzano          | ?    |
| José Vargas              | ?    |
| Orlando Zambrano         | ?    |
| Trener: Gregorio Esperón |      |

### Paragwaj
| Zawodnik                      | Klub                   |
| ----------------------------- | ---------------------- |
| Alejandro Arce                | Cerro Porteño          |
| Milner Ayala                  | Club River Plate       |
| Ángel Berni                   | San Lorenzo de Almagro |
| Antonio Cabrera               | Club Libertad          |
| Rubén Fernández               | Club Libertad          |
| Manuel Gavilán                | Club Libertad          |
| Antonio Ramón Gómez           | Club Libertad          |
| Inocencio González            | Sportivo Luqueño       |
| Ireneo Hermosilla             | Club Libertad          |
| Heriberto Herrera             | Club Nacional          |
| Luis Lacasa                   | Club Nacional          |
| Victoriano Leguizamón         | Club Olimpia           |
| Pablo León                    | Club Guaraní           |
| Atilio López                  | Club Guaraní           |
| Robustiano Maciel             | Club Libertad          |
| Domingo Martínez              | Club Guaraní           |
| Derlis Molinas                | Club Nacional          |
| Rubén Noceda                  | Club Presidente Hayes  |
| Melanio Olmedo                | Club Sol de América    |
| Silvio Parodi                 | Sportivo Luqueño       |
| Carlos Adolfo Riquelme        | Club Nacional          |
| Juan Angel Romero             | Club Olimpia           |
| Trener: Manuel Fleitas Solich |                        |

### Peru
| Zawodnik                                                             | Klub               |
| -------------------------------------------------------------------- | ------------------ |
| José Allen                                                           | ?                  |
| Rafael Asca                                                          | ?                  |
| Guillermo Barbadillo                                                 | Alianza Lima       |
| Juan Bassa                                                           | ?                  |
| César Brush                                                          | ?                  |
| Luis Calderón                                                        | ?                  |
| Roberto Castillo                                                     | Alianza Lima       |
| Guillermo Delgado                                                    | ?                  |
| Roberto Drago                                                        | ?                  |
| Oscar Gómez Sánchez                                                  | ?                  |
| Rafael Goyeneche                                                     | ?                  |
| Cornelio Heredia                                                     | ?                  |
| Luis Navarrete                                                       | ?                  |
| A. Reyes                                                             | ?                  |
| Manuel Rivera                                                        | ?                  |
| Alberto Terry                                                        | Universitario Lima |
| Gilberto Torres                                                      | ?                  |
| Ernesto Villamares                                                   | ?                  |
| Trener: William Cook (po trzech meczach zastąpił go Angel Fernández) |                    |

### Urugwaj
| Zawodnik               | Klub                      |
| ---------------------- | ------------------------- |
| Osvaldo Balseiro       | Defensor Sporting         |
| Raúl Bentancor         | Danubio FC                |
| Néstor Carballo        | Club Nacional de Football |
| Humberto Cardozo       | CA Cerro                  |
| Carlos María Carranza  | CA Cerro                  |
| Luis Alberto Cruz      | Club Nacional de Football |
| Matías González        | CA Cerro                  |
| William Ruben Martínez | Rampla Juniors            |
| Omar Pedro Méndez      | Central Montevideo        |
| Rubén Morán            | CA Cerro                  |
| Walter Morel           | River Plate Montevideo    |
| Donald Peláez          | Rampla Juniors            |
| Washington Puente      | Rampla Juniors            |
| Julio Quiroga          | Liverpool Montevideo      |
| Luis Radiche           | River Plate Montevideo    |
| Urbano Rivera          | Danubio FC                |
| Domingo Rodríguez      | River Plate Montevideo    |
| Pedro Rodríguez        | Rampla Juniors            |
| Carlos Romero          | Danubio FC                |
| Hosiriz Romero         | Liverpool Montevideo      |
| Rafael Souto           | Club Nacional de Football |
| Rubén Vanoli           | River Plate Montevideo    |
| Trener: Romeo Vázquez  |                           |

## Mecze

### Boliwia–Peru
| BOLIWIA – PERU 1:0 (0:0) |
| --- |
| 22 lutego 1953, Lima, Estadio Nacional (widzów 50 tys.)                                                                                  |
| Sędzia: George Rhoden |
| BOLIWIA: E.Gutiérrez – González, Bustamante – Cabrera, Santos, Vargas – Brown, Mena, Ugarte, López, Alcón                                |
| PERU: Asca – Brush, Delgado – Goyeneche (Villamares), Heredia, Calderón – Navarrete, Drago, Castillo (Reyes), Barbadillo (Bassa), Torres |
| Bramki: 1:0 Ugarte 53 |

### Paragwaj–Chile
| PARAGWAJ – CHILE 3:0 (0:0) |
| --- |
| 25 lutego 1953, Lima, Estadio Nacional (widzów 45 tys.)                                                                                |
| Sędzia: Richard Maddison |
| PARAGWAJ: Riquelme – Maciel, Cabrera – Gavilán, Leguizamón, Hermosilla – Berni, López, Fernández, Romero, Gómez                        |
| CHILE: Livingstone – Farías, Cortés – Alvarez, Roldán, Arena (Sáez) – Hormazábal, Cremaschi (Carrasco), Meléndez, Molina, Díaz Carmona |
| Bramki: 1:0 Fernández 54, 2:0 Fernández 75, 3:0 Berni 78                                                                               |

### Urugwaj–Boliwia
| URUGWAJ – BOLIWIA 2:0 (1:0) |
| --- |
| 25 lutego 1953, Lima, Estadio Nacional (widzów 45 tys.)                                                                                  |
| Sędzia: Charles Dean |
| URUGWAJ: Radiche – González, Martínez – Cardozo, Carranza (66 H.Romero), Vanoli – Puente, C.Romero, Méndez (46 Morel), Bentancor, Peláez |
| BOLIWIA: E.Gutiérrez – González, Bustamante – Cabrera, Santos, Vargas – Brown (Sánchez), Ugarte, López (B.Gutiérrez), Mena, Alcón        |
| Bramki: 1:0 Puente 11, 2:0 C.Romero 88                                                                                                   |

### Peru–Ekwador
| PERU – EKWADOR 1:0 (0:0) |
| --- |
| 28 lutego 1953, Lima, Estadio Nacional (widzów 50 tys.)                                                                                       |
| Sędzia: George Rhoden |
| PERU: Asca – Allen, Delgado – Goyeneche (Villamares), Heredia, Calderón – Rivera, Drago (Castillo), Barbadillo (Bassa), Torres, Gómez Sánchez |
| EKWADOR: Bonnard – Sánchez, Henríquez – Marín (Solórzano), Izaguirre, Riveros (Zambrano) – Arteaga, Pinto, Chuchuca (Marańón), Vargas, Guzmán |
| Bramki: 1:0 Gómez Sánchez 78 |

### Brazylia–Boliwia
| BRAZYLIA – BOLIWIA 8:1 (6:0) |
| --- |
| 1 marca 1953, Lima, Estadio Nacional (widzów 45 tys.)                                                                                                  |
| Sędzia: Richard Maddison |
| BRAZYLIA: Castilho (Gilmar) – Djalma Santos (Haroldo), Pinheiro – Nilton Santos, Bauer, Danilo – Julinho, Zizinho, Ipojucan, Pinga (Ademir), Rodrigues |
| BOLIWIA: E.Gutiérrez – González, Bustamante – Cabrera, Valencia (Santos), Vargas – Brown, Mena, Ugarte, López (Díaz), Alcón                            |
| Bramki: 1:0 Julinho 18, 2:0 Julinho 20, 3:0 Rodrigues 25, 4:0 Pinga 39, 5:0 Julinho 42, 6:0 Rodrigues 44, 7:0 Julinho 52, 8:0 Pinga 60, 8:1 Ugarte 73k |

### Chile–Urugwaj
| CHILE – URUGWAJ 3:2 (1:0) |
| --- |
| 1 marca 1953, Lima, Estadio Nacional (widzów 45 tys.)                                                                                               |
| Sędzia: Charles Dean |
| CHILE: Livingstone – Roldán, Alvarez – Cortés, Farías, Sáez – Hormazábal (Carrasco), Cremaschi, Meléndez, Molina (Tello), Hurtado                   |
| URUGWAJ: Radiche – González, D.Rodríguez (46 Martínez) – Rivera, Carballo, Cruz – Puente, C.Romero (46 Quiroga), Morel, Souto, Peláez (46 Balseiro) |
| Bramki: 1:0 Molina 5, 2:0 Molina 55, 3:0 Molina 67, 3:1 Morel 70, 3:2 Balseiro 81                                                                   |

### Paragwaj–Ekwador
| PARAGWAJ – EKWADOR 0:0 |
| --- |
| 4 marca 1953, Lima, Estadio Nacional (widzów 45 tys.)                                                                            |
| Sędzia: Mário Silveira Vianna |
| PARAGWAJ: Riquelme – Maciel, Cabrera – Gavilán, Leguizamón, Hermosilla – Berni, López (Lacasa), Fernández, Romero (Ayala), Gómez |
| EKWADOR: Bonnard – Sánchez, Henríquez – Marín, Izaguirre, Riveros – Marańón, Pinto, Balseca, Vargas, de la Torre (Guzmán)        |

### Chile–Peru
| CHILE – PERU 0:0 |
| --- |
| 4 marca 1953, Lima, Estadio Nacional (widzów 45 tys.)                                                                                         |
| Sędzia: Richard Maddison |
| CHILE: Livingstone – Farías, Alvarez – Cortés, Carrasco (Roldán), Arena – Hormazábal, Cremaschi, Meléndez, Molina, Díaz Carmona (Rojas)       |
| PERU: Asca – Allen, Delgado – Villamares, Heredia, Calderón – Rivera (Reyes), Drago, Castillo (Barbadillo), Torres (Navarrete), Gómez Sánchez |

### Boliwia–Ekwador
| BOLIWIA – EKWADOR 1:1 (1:1) |
| --- |
| 8 marca 1953, Lima, Estadio Nacional (widzów 45 tys.)                                                                                     |
| Sędzia: Charles McKenna |
| BOLIWIA: E.Gutiérrez – González, Bustamante – Cabrera, Santos, Vargas – Brown, Mena, Ugarte, Díaz (López), Alcón                          |
| EKWADOR: Bonnard – Sánchez, Henríquez – Marín, Izaguirre (Solís), Riveros – Marańón, Pinto (Arteaga), Balseca, Maldonado (Vargas), Guzmán |
| Bramki: 0:1 Guzmán 6, 1:1 Alcón 25 |

### Peru–Paragwaj
| PERU – PARAGWAJ 2:2 (0:1) |
| --- |
| 8 marca 1953, Lima, Estadio Nacional (widzów 45 tys.) |
| Sędzia: Richard Maddison |
| PERU: Asca – Allen, Delgado – Villamares, Heredia, Calderón – Terry (Torres), Drago, Barbadillo (Bassa), Navarrete, Gómez Sánchez (Reyes) |
| PARAGWAJ: Riquelme (Noceda) – Maciel, Cabrera – Gavilán (Herrera), Leguizamón, Hermosilla – Berni, López (Ayala), Fernández, Romero (Arce), Gómez |
| Bramki: 0:1 Fernández 36, 1:1 Gómez Sánchez 47, 2:1 Terry 53, 2:2 Berni 77 |
| Uwaga: Ze względu na to, że drużyna Paragwaju zachowała się niesportowo i wbrew regulaminowi dokonała nadmiarowej zmiany zawodników mecz został zweryfikowany – dwa punkty przyznano drużynie Peru i 0 punktów Paragwajowi. Ponadto piłkarz Paragwaju Ayala za kopnięcie sędziego został zdyskwalifikowany na 3 lata. |

### Paragwaj–Urugwaj
| PARAGWAJ – URUGWAJ 2:2 (1:1) |
| --- |
| 12 marca 1953, Lima, Estadio Nacional (widzów 35 tys.)                                                                                              |
| Sędzia: David Gregory |
| PARAGWAJ: Noceda – Olmedo, Herrera – Gavilán, Leguizamón, Hermosilla – Berni, Lacasa, Fernández, Romero, Gómez (López)                              |
| URUGWAJ: Radiche (32 P.Rodríguez) – González, Martínez – Rivera, Carballo, Cruz (17 Vanoli) – Puente, C.Romero, Morel (15 Méndez), Balseiro, Peláez |
| Bramki: 1:0 López 5, 1:1 Balseiro 36, 2:1 Berni 52, 2:2 Balseiro 55                                                                                 |

### Brazylia–Ekwador
| BRAZYLIA – EKWADOR 2:0 (1:0)                                                                                                |
| --- |
| 12 marca 1953, Lima, Estadio Nacional (widzów 35 tys.)                                                                      |
| Sędzia: Richard Maddison |
| BRAZYLIA: Barbosa – Djalma Santos, Pinheiro – Alfredo Ramos, Ely, Brandăozinho – Cláudio, Didí, Baltazar, Ademir, Rodrigues |
| EKWADOR: Bonnard – Sánchez, Henríquez – Lovato, Marín, Solís – Chuchuca (Marańón), Pinto, Balseca, Vargas, Guzmán           |
| Bramki: 1:0 Ademir 18, 2:0 Cláudio 55                                                                                       |

### Brazylia–Urugwaj
| BRAZYLIA – URUGWAJ 1:0 (0:0) |
| --- |
| 15 marca 1953, Lima, Estadio Nacional (widzów 45 tys.) |
| Sędzia: Charles McKenna |
| BRAZYLIA: Castilho – Djalma Santos, Pinheiro – Nilton Santos, Ely, Brandăozinho (46 Danilo) – Julinho, Zizinho, Ipojucan, Pinga (56 Ademir (75 Baltazar)), Rodrigues |
| URUGWAJ: Radiche – González, Martínez – Rivera, Carballo, Vanoli – Puente (72 Souto), C.Romero, Morel (74 Bentancor), Balseiro, Peláez (83 Morán)                    |
| Bramki: 1:0 Ipojucan 87 |

### Paragwaj–Boliwia
| PARAGWAJ – BOLIWIA 2:1 (2:0)                                                                                             |
| --- |
| 16 marca 1953, Lima, Estadio Nacional (widzów 15 tys.)                                                                   |
| Sędzia: David Gregory |
| PARAGWAJ: Riquelme – Olmedo, Herrera – Gavilán, Leguizamón, Hermosilla – Berni, López (Lacasa), Fernández, Romero, Gómez |
| BOLIWIA: E.Gutiérrez – González, Bustamante – Cabrera, Santos, Vargas – Brown (Sánchez), Mena, Ugarte, López, Alcón      |
| Bramki: 1:0 Romero 17, 2:0 Berni 22, 2:1 Santos 76                                                                       |

### Chile–Ekwador
| CHILE – EKWADOR 3:0 (1:0) |
| --- |
| 19 marca 1953, Lima, Estadio Nacional (widzów 55 tys.)                                                                                  |
| Sędzia: Richard Maddison |
| CHILE: Livingstone – Roldán, Alvarez – Cortés, Farías, Sáez – Hormazábal, Cremaschi, Rojas, Molina, Díaz Carmona                        |
| EKWADOR: Bonnard – Sánchez, Henríquez – Marín, Lovato (Izaguirre (Riveros)), Solís – Chuchuca (Marańón), Pinto, Balseca, Vargas, Guzmán |
| Bramki: 1:0 Molina 33, 2:0 Molina 47, 3:0 Cremaschi 70                                                                                  |

### Peru–Brazylia
| PERU – BRAZYLIA 1:0 (0:0) |
| --- |
| 19 marca 1953, Lima, Estadio Nacional (widzów 55 tys.) |
| Sędzia: Charles McKenna |
| PERU: Asca – Allen, Delgado – Villamares, Heredia, Calderón – Terry (Rivera), Drago (Bassa), Barbadillo, Navarrete, Torres                                |
| BRAZYLIA: Castilho – Djalma Santos, Pinheiro – Nilton Santos, Ely, Brandăozinho (Danilo) – Julinho, Zizinho, Ipojucan (Baltazar), Pinga, Rodrigues (Didí) |
| Bramki: 1:0 Navarrete 51 |

### Brazylia–Chile
| BRAZYLIA – CHILE 3:2 (1:0) |
| --- |
| 23 marca 1953, Lima, Estadio Nacional (widzów 35 tys.)                                                                                 |
| Sędzia: Richard Maddison |
| BRAZYLIA: Castilho – Djalma Santos, Pinheiro – Nilton Santos, Bauer, Danilo – Julinho, Zizinho, Baltazar, Pinga, Didí                  |
| CHILE: Livingstone – Roldán (Olivos), Alvarez – Cortés, Farías, Sáez (Díaz Carmona) – Hormazábal, Cremaschi, Meléndez, Molina, Hurtado |
| Bramki: 1:0 Julinho 1, 2:0 Zizinho 53, 2:1 Molina 62, 3:1 Baltazar 70, 3:2 Molina 76                                                   |

### Urugwaj–Ekwador
| URUGWAJ – EKWADOR 6:0 (1:0) |
| --- |
| 23 marca 1953, Lima, Estadio Nacional (widzów 35 tys.)                                                                                            |
| Sędzia: Richard Maddison |
| URUGWAJ: Radiche – González, Martínez – Rivera, Carballo, Vanoli (46 Cruz) – Puente (49 Morel), C.Romero, Méndez, Balseiro, Peláez                |
| EKWADOR: Bonnard – Sánchez, Henríquez – Solórzano (Zambrano), Izaguirre, Riveros (Solís) – Marańón, Arteaga, Pinto (Vargas), Balseca, de la Torre |
| Bramki: 1:0 Méndez 12, 2:0 Puente 51, 3:0 Peláez 58, 4:0 Morel 60, 5:0 C.Romero 86, 6:0 Balseiro 88                                               |

### Paragwaj–Brazylia
| PARAGWAJ – BRAZYLIA 2:1 (0:1) |
| --- |
| 27 marca 1953, Lima, Estadio Nacional (widzów 35 tys.)                                                                                                 |
| Sędzia: Charles Dean |
| PARAGWAJ: Riquelme – Olmedo, Herrera – Gavilán, Leguizamón, Hermosilla – Berni, López (85 León), Fernández, Romero (Lacasa), Gómez (González)          |
| BRAZYLIA: Castilho – Djalma Santos, Pinheiro – Nilton Santos, Bauer, Danilo – Julinho (Cláudio), Zizinho (Ipojucan), Baltazar, Didí, Rodrigues (Pinga) |
| Bramki: 0:1 Nilton Santos 12, 1:1 López 49, 2:1 León 89                                                                                                |

### Chile–Boliwia
| CHILE – BOLIWIA 2:2 (1:1) |
| --- |
| 28 marca 1953, Lima, Estadio Nacional (widzów 45 tys.)                                                                                  |
| Sędzia: Richard Maddison |
| CHILE: Livingstone – Farías, Alvarez – Cortés, Carrasco (Roldán), Arena – Hormazábal, Cremaschi, Meléndez (Rojas), Molina, Díaz Carmona |
| BOLIWIA: Reinoso – González, Bustamante – Miranda, Santos, Vargas – Brown, Mena, Ugarte, López, Alcón                                   |
| Bramki: 0:1 Santos 15, 1:1 Meléndez 28, 1:2 Alcón 49, 2:2 Díaz Carmona 52                                                               |
| Uwagi: Mecz przerwany został w 66 minucie – z powodu niesportowego zachowania drużyny Boliwii 2 punkty przyznano drużynie Chile         |

### Urugwaj–Peru
| URUGWAJ – PERU 3:0 (1:0) |
| --- |
| 28 marca 1953, Lima, Estadio Nacional (widzów 45 tys.)                                                                                |
| Sędzia: Mário Silveira Vianna |
| URUGWAJ: Radiche – González, Martínez – Rivera, Carballo, Cruz – Morel (61 Bentancor), C.Romero, Souto, Balseiro, Peláez              |
| PERU: Asca – Allen, Delgado – Villamares, Heredia, Calderón – Terry (Rivera), Drago (Bassa), Barbadillo, Navarrete, Torres (Castillo) |
| Bramki: 1:0 Peláez 23, 2:0 Peláez 67, 3:0 C.Romero 71                                                                                 |

### Baraż Paragwaj – Brazylia
| PARAGWAJ – BRAZYLIA 3:2 (3:0) |
| --- |
| 1 kwietnia 1953, Lima, Estadio Nacional (widzów 35 tys.)                                                                                                 |
| Sędzia: Charles Dean |
| PARAGWAJ: Riquelme – Olmedo, Herrera – Gavilán, Leguizamón, Hermosilla – Berni, A.López (Parodi), Fernández, Romero (Lacasa), Gómez (González)           |
| BRAZYLIA: Castilho – Djalma Santos, Haroldo – Nilton Santos (Alfredo Ramos), Bauer, Brandăozinho – Julinho, Pinga (46 Ipojucan), Baltazar, Didí, Cláudio |
| Bramki: 1:0 López 14, 2:0 Gavilán 17, 3:0 Fernández 41, 3:1 Baltazar 56, 3:2 Baltazar 65                                                                 |

## Podsumowanie

### Wyniki
| Lp. | Data           | Drużyna 1 | Drużyna 2 | Wynik                                       | Bramki                                                                               |
| --- | -------------- | --------- | --------- | ------------------------------------------- | ------------------------------------------------------------------------------------ |
| 1.  | 22 lutego 1953 | Peru      | Boliwia   | 0:1                                         | Ugarte 53'                                                                           |
| 2.  | 25 lutego 1953 | Paragwaj  | Chile     | 3:0                                         | Fernández 54' i 75', Berni 78'                                                       |
| 3.  | 25 lutego 1953 | Urugwaj   | Boliwia   | 2:0                                         | Puente 11', C.Romero 88'                                                             |
| 4.  | 28 lutego 1953 | Peru      | Ekwador   | 1:0                                         | Gómez Sánchez 78'                                                                    |
| 5.  | 1 marca 1953   | Brazylia  | Boliwia   | 8:1                                         | Julinho 18', 20', 42' i 52', Rodrigues 25' i 44', Pinga 39', 60'; Ugarte 73' (karny) |
| 6.  | 1 marca 1953   | Chile     | Urugwaj   | 3:2                                         | Molina 5', 55' i 67'; Morel 70', Balseiro 81'                                        |
| 7.  | 4 marca 1953   | Paragwaj  | Ekwador   | 0:0                                         |                                                                                      |
| 8.  | 4 marca 1953   | Peru      | Chile     | 0:0                                         |                                                                                      |
| 9.  | 8 marca 1953   | Boliwia   | Ekwador   | 1:1                                         | Alcón 25'; Guzmán 6'                                                                 |
| 10. | 8 marca 1953   | Peru      | Paragwaj  | 2:2 (mecz zweryfikowany jako wygrana Peru). | Gómez Sánchez 47', Terry 53'; Fernández 36', Berni 77'                               |
| 11. | 12 marca 1953  | Paragwaj  | Urugwaj   | 2:2                                         | López 5', Berni 52'; Balseiro 36', 55'                                               |
| 12. | 12 marca 1953  | Brazylia  | Ekwador   | 2:0                                         | Ademir 18', Cláudio 55'                                                              |
| 13. | 15 marca 1953  | Brazylia  | Urugwaj   | 1:0                                         | Ipojucan 87'                                                                         |
| 14. | 16 marca 1953  | Paragwaj  | Boliwia   | 2:1                                         | Romero 17', Berni 22'; Santos 76'                                                    |
| 15. | 19 marca 1953  | Chile     | Ekwador   | 3:0                                         | Molina 33' i 47', Cremaschi 70'                                                      |
| 16. | 19 marca 1953  | Peru      | Brazylia  | 1:0                                         | Navarrete 51'                                                                        |
| 17. | 23 marca 1953  | Brazylia  | Chile     | 3:2                                         | Julinho 1', Zizinho 53', Baltazar 70'; Molina 62' i 76'                              |
| 18. | 23 marca 1953  | Urugwaj   | Ekwador   | 6:0                                         | Méndez 12', Puente 51', Peláez 58', Morel 60', C. Romero 86', Balseiro 88'           |
| 19. | 27 marca 1953  | Paragwaj  | Brazylia  | 2:1                                         | López 49', León 89'; Nílton Santos 12'                                               |
| 20. | 28 marca 1953  | Chile     | Boliwia   | 2:2                                         | Meléndez 28', Díaz Carmona 52'; Santos 15', Alcón 49'                                |
| 21. | 28 marca 1953  | Peru      | Urugwaj   | 0:3                                         | Peláez 23' i 57', C. Romero 71'                                                      |

### Końcowa tabela
| M  | Drużyna  | L.m. | Zw. | Rem. | Por. | Bramki | R.br. | Pkt |
| 1. | Brazylia | 6    | 4   | 0    | 2    | 15:6   | 9     | 8   |
| 2. | Paragwaj | 6    | 3   | 2    | 1    | 11:6   | 5     | 8   |
| 3. | Urugwaj  | 6    | 3   | 1    | 2    | 15:6   | 9     | 7   |
| 4. | Chile    | 6    | 3   | 1    | 2    | 10:10  | 0     | 7   |
| 5. | Peru     | 6    | 3   | 1    | 2    | 4:6    | -2    | 7   |
| 6. | Boliwia  | 6    | 1   | 1    | 4    | 6:15   | -9    | 3   |
| 7. | Ekwador  | 6    | 0   | 2    | 4    | 1:13   | -12   | 2   |

| Finał           | Drużyna 1 | Drużyna 2 | Wynik | Bramki                                                    |
| --------------- | --------- | --------- | ----- | --------------------------------------------------------- |
| 1 kwietnia 1953 | Paragwaj  | Brazylia  | 3:2   | López 14', Gavilán 17', Fernández 41'; Baltazar 56' i 65' |

Dwudziestym drugim triumfatorem turnieju Copa América został po raz pierwszy zespół Paragwaju.

### Strzelcy bramek
| Gole | Piłkarze |
| ---- | --- |
| 7    | Molina |
| 5    | Julinho |
| 4    | Berni, Fernández Balseiro |
| 3    | Baltazar López C.Romero, Peláez |
| 2    | Alcón, Santos, Ugarte Pinga, Rodrigues Gómez Sánchez Morel, Puente                                                                       |
| 1    | Ademir, Cláudio, Ipojucan, Nilton Santos, Zizinho Cremaschi, Díaz Carmona, Meléndez Guzmán Romero, León, Gavilán Navarrete, Terry Méndez |

### Sędziowie
| Mecze | Sędziowie                           |
| ----- | ----------------------------------- |
| 8     | Richard Maddison                    |
| 4     | Charles Dean                        |
| 3     | David Gregory, Charles McKenna      |
| 2     | Mário Silveira Vianna George Rhoden |